# Šiluva
Šiluva (deutsch, 18. Jahrhundert: Schidlau) ist ein Städtchen (miestelis) und Sitz des gleichnamigen Landamtes (kaimo seniūnija) in der Rajongemeinde Raseiniai, Litauen. Bekannt ist das Städtchen als katholischer Pilgerort um die Basilika Mariä Geburt. Der Ort ist Bestandteil des Regionalparks Tytuvėnai und als architektonisches Ensemble geschützt.
Grundlage für die Wallfahrten ist das angebliche Erscheinen der Jungfrau Maria auf einem Stein im Jahr 1608. Um diesen Stein, zweifellos eine vormalige heidnische Kultstätte, wurde eine Kapelle errichtet. An Stelle der ursprünglichen hölzernen Kapelle, die bis 1912 stand, wurde ein 44 m hoher Steinbau errichtet, der, entworfen von Antoni Wiwulski, 1924 geweiht wurde. Die Kapelle heißt Sveikata ligonių (Gesundheit den Kranken – Maria, Heil der Kranken). Die Ablassmesse mit mehreren Tausenden Besuchern findet jährlich im September statt und ist eine der größten und bedeutendsten in Litauen.
Papst Johannes Paul II. besuchte 1993 Šiluva. Zu diesem Anlass wurde im benachbarten Tytuvėnai ein Hubschrauberlandeplatz eingerichtet und die Verbindungsstraße dorthin asphaltiert.

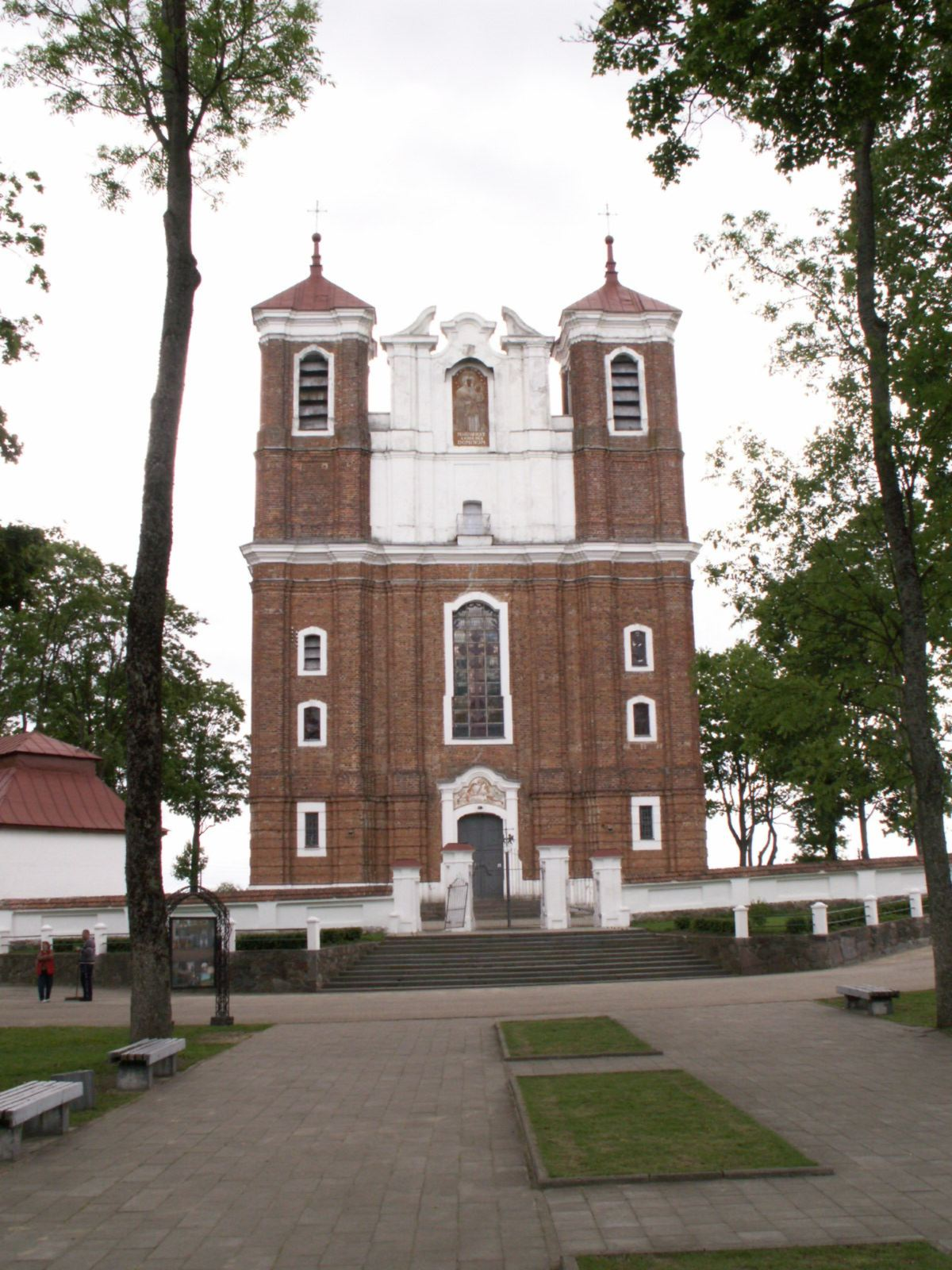
Šiluva: Basilika Mariä Geburt (1755)
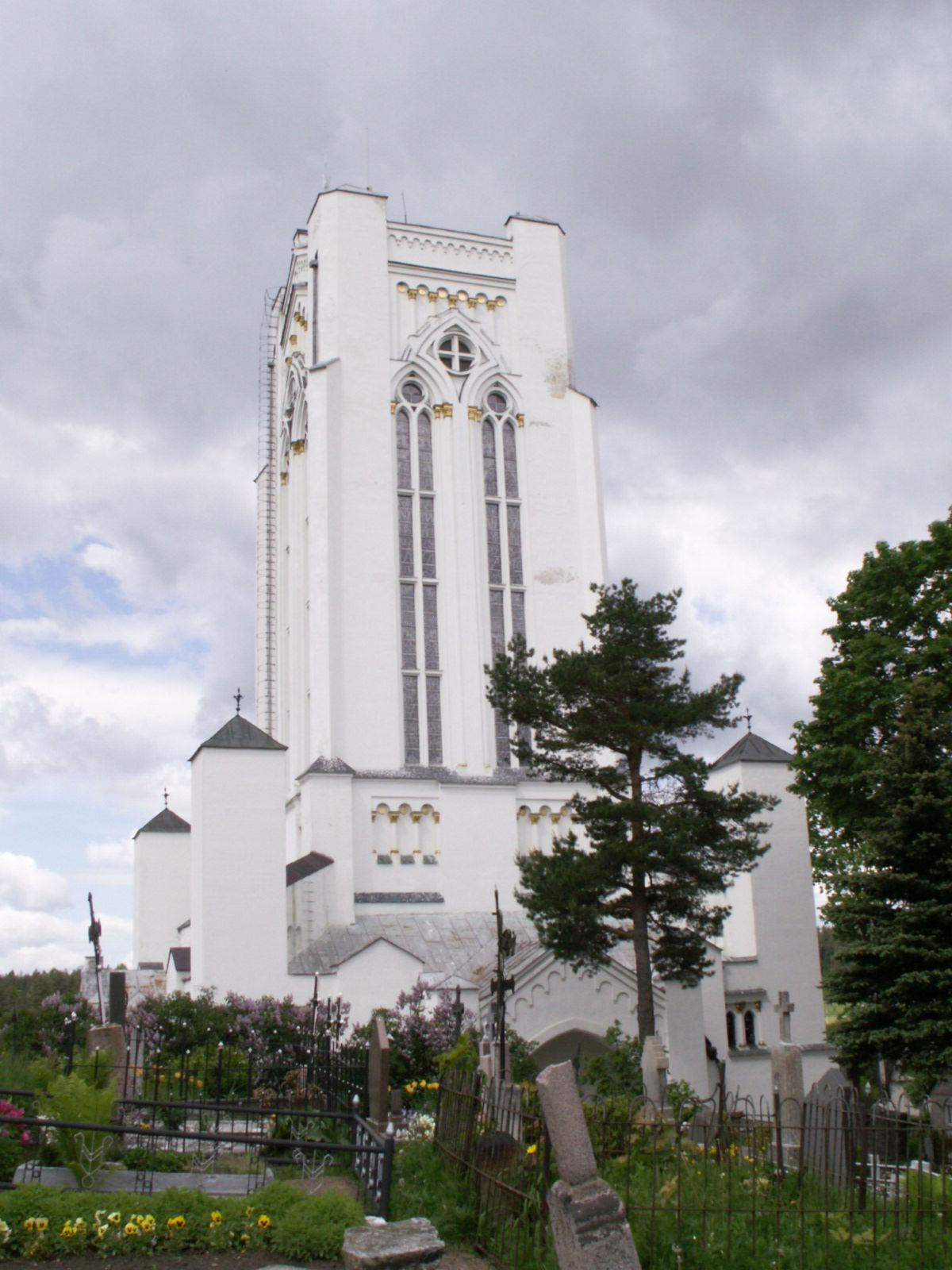
Kapelle in Šiluva: Maria, Heil der Kranken

## Persönlichkeiten
- Józef Oleszkiewicz (1777–1830), polnischer Maler